# Нудершер, Фрэнк
Фрэнк Нудершер (англ. Frank Bernard Nuderscher; 19 июля 1880, Сент-Луис, Миссури — 7 октября 1959, Клейтон, Миссури) — американский художник-импрессионист и иллюстратор. Его называли «Деканом художников Сент-Луиса» за ведущую роль в художественном сообществе штата Миссури.

## Биография
Родился 19 июля 1880 года в Сент-Луисе, штат Миссури, в семье преуспевающего строительного подрядчика. Его отец хотел, чтобы сын влился в семейный бизнес, но у Фрэнка всегда был интерес к искусству. Говорили, что сын убедил своего отца, чтобы тот поддержал его устремления, когда в возрасте 12 лет заработал два доллара за эскиз барельефа для каменотес, показав, что на жизнь можно зарабатывать и художником.
Считается, что Фрэнк Нудершер был самоучкой, хотя сообщалось, что он посещал художественные классы в Нью-Йорке, Филадельфии и Провинстауне, изучал искусство во время путешествия в Европу, а также учился в школе School of Fine Arts (ныне Sam Fox School of Design & Visual Arts при Университете Вашингтона в Сент-Луисе).
В 1904 году Фрэнк впервые привлек внимание художественного сообщества своей картиной моста Eads Bridge через реку Миссисипи, получив первый приз в конкурсе  Artist’s Guild Competition. Принимал с ней участие во Всемирной выставке 1904 года в Сент-Луисе. Признанный меценат меценат и любитель искусства W. K. Bixby приобрел эту работу для собственной коллекции и поддержал молодого художника.
Умер от болезни сердца 7 октября 1959 года в Клейтоне, штат Миссури.

## Труды

### Иллюстратор
В начале своей карьеры Нудершер занимался иллюстрацией. Он создавал коммерческую рекламу, архитектурные рисунки, книжные иллюстрации и обложки журналов. Вместе с Oscar E. Berninghaus он создавал и оформлял так называемые «поплавки» — платформы на транспортных средствах, которые являются составляющей многих праздничных шествий — для парада Veiled Prophet Ball в период с 1945 по 1954 год.

### Художник
В своих ранних работах художник отображал атмосферу города Сент-Луиса в первой половине XX века — индустриальные сцены, городское развитие и памятники. Часто используя тонализм. После 1910 года он стал писать пейзажи гор и долин Озарка. Ему так понравились эти места, что Нудершер приобрел дом в Аркадии, штат Миссури и переехал туда с семьей. Здесь он провёл большую часть 1920-х годов и даже некоторое время был главой города. Работы в Озарке принесли ему известность, но художник не перестал писать городские пейзажи и сцены из сельской жизни долины Аркадии. Причем не видел противоречий при совместной выставке этих картин.
Работы Фрэнка Нудершер находятся во многих музеях Соединённых Штатов, среди которых Сент-Луисский художественный музей, Missouri History Museum, Museum of Art and Archaeology, Arkansas Arts Center и многие другие.

Некоторые работы
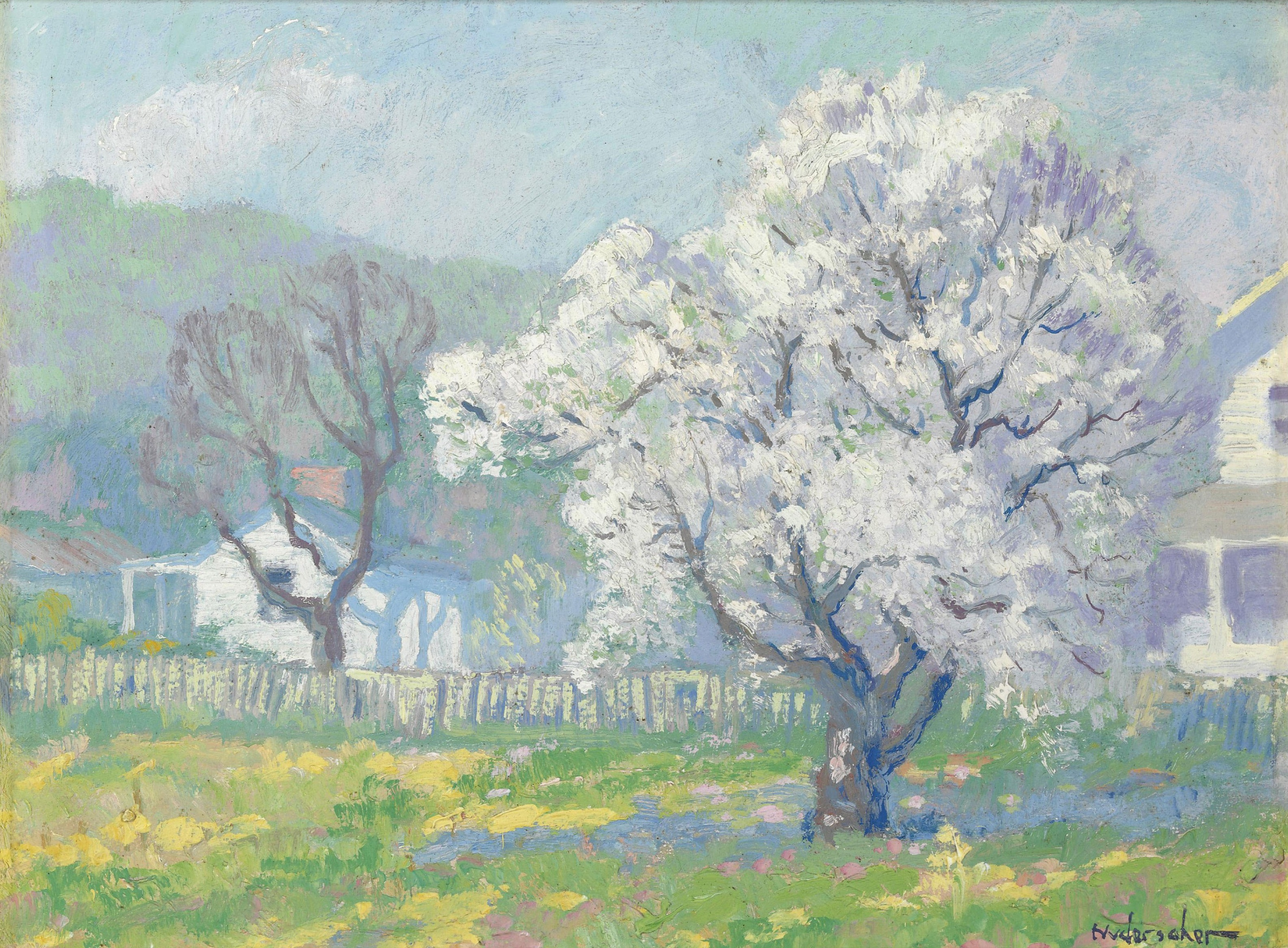
Cherry blossoms
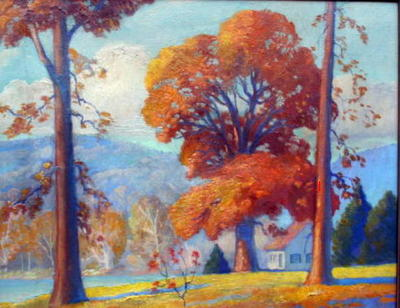
Ozark Landscape
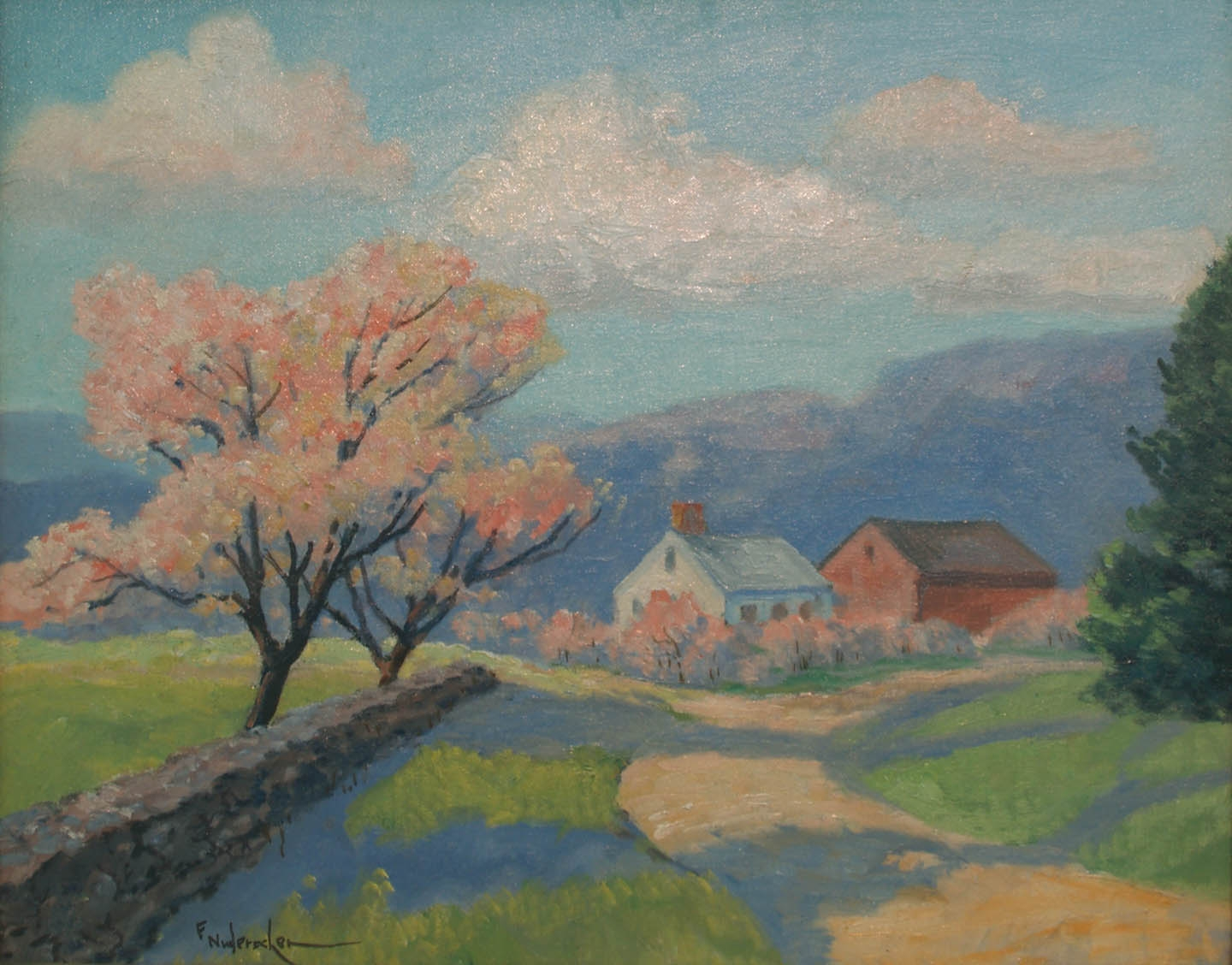
Spring Landscape

#### Фрески

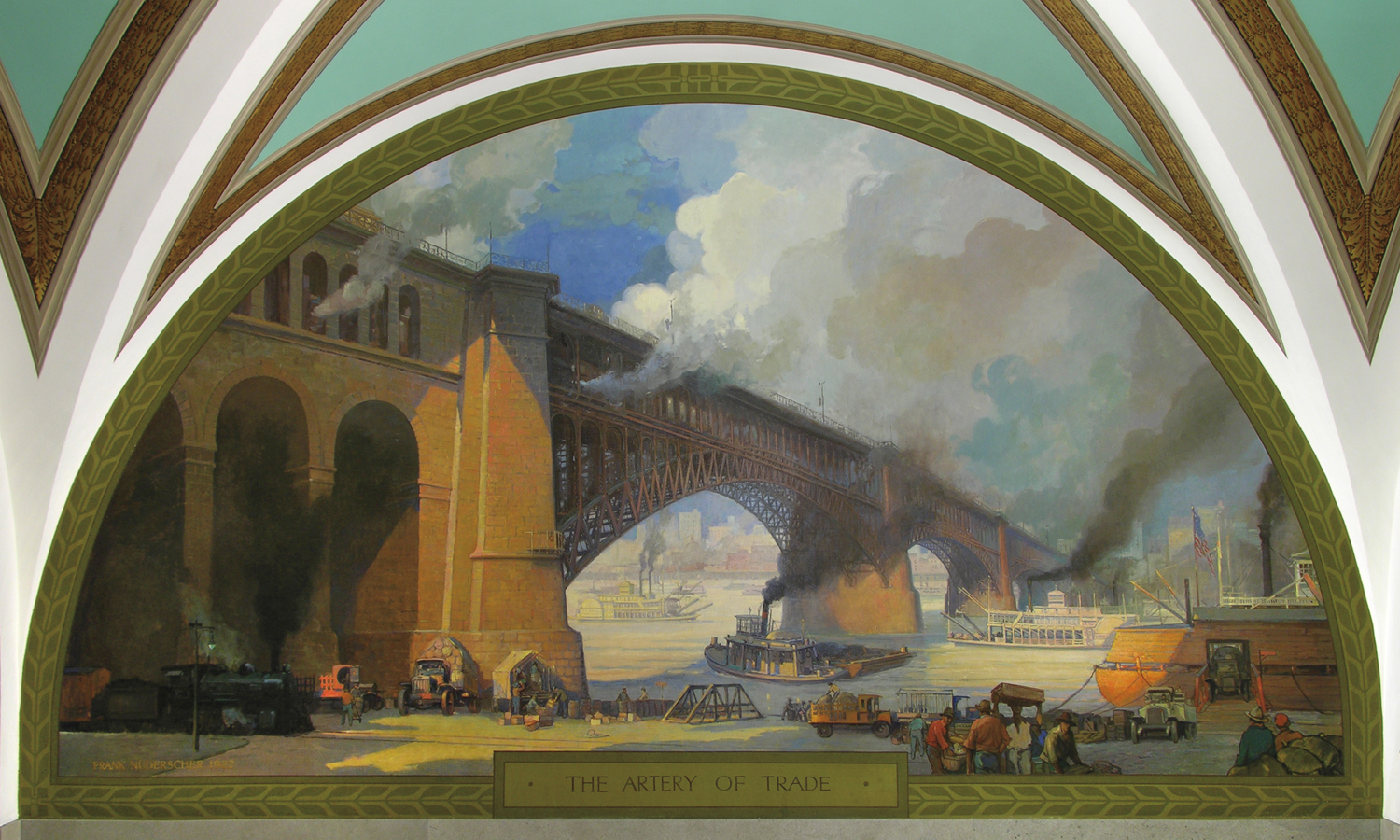
Фреска The Artery of Trade

Нудершер имел также репутацию в качестве художника фресок. В частности, он расписал люнет капитолия штата Миссури на тему уже написанного им Eads Bridge. Эту работу с названием The Artery of Trade он завершил в 1922 году. Другие фрески он написал в зданиях Нью-Йорка, Атланты и Сан-Франциско. Также он имел спрос как художник-монументалист, особенно в родном штате Миссури, где он создал такие произведения в банках, школах, музеях, и частных особняках. Среди его значительных работ — фрески в Missouri Building на Всемирной выставке 1939 года в Нью-Йорке, в музее Missouri Pacific Railroad, в зоопарке и городской больнице Сент-Луиса.
В 1955 году фрески Нудершера обсуждались в разрезе Движению за гражданские права чернокожих в США. Так на его фреске «The Apotheosis of St. Louis», украшавшей St. Louis Board of Education, были написаны только белые дети. Под влиянием общественности он перекрасил двоих из них, чтобы дети стали похожи на афроамериканцев, что явилось символичным для того времени актом.